# Donneloye
Donneloye är en ort och kommun i distriktet Jura-Nord vaudois i kantonen Vaud, Schweiz. Kommunen har 919 invånare (2023).
I kommunen finns även byarna Gossens och Mézery-près-Donneloye, som tidigare var självständiga kommuner, men som inkorporerades i Donneloye 1 januari 2008 samt byn Prahins som också varit en självständig kommun, men som inkorporerades i Donneloye den 1 januari 2012.